# Pierre Warin
Pierre Warin (Rocourt, 15 juni 1948) is een Belgisch geestelijke en een bisschop van de Rooms-Katholieke Kerk.
Warin, tweede uit een gezin van drie, bezocht het seminarie in Luik en studeerde vervolgens verder aan de Université catholique de Louvain en aan de Pauselijke Gregoriaanse Universiteit in Rome. Hij werd op 23 december 1972 priester gewijd. In 1980 promoveerde hij aan het Gregorianum op een proefschrift over de protestantse theoloog Wolfhart Pannenberg.
Tussen 1977 en 1982 doceerde Warin moraaltheologie aan het seminarie van Namen. In 1982 werd hij benoemd tot hoogleraar exegese van het Nieuwe Testament aan het Grootseminarie van Luik. Naast zijn leeropdracht werkte hij in de zielzorg. Van 1990 tot 1994 was hij pastoor in Nudorp. In 1998 werd hij kanunnik van het kathedraal kapittel van de Sint-Paulus in Luik. 
Warin werd op 8 juli 2004 benoemd tot hulpbisschop van Namen en tot titulair bisschop van Tongeren; zijn bisschopswijding vond plaats op 26 september 2004. Mgr. Warin koos als zijn wapenspreuk: Virtus in infirmitate perficitur (Mijn kracht wordt in zwakheid volbracht - 2 Korintiërs 12:9). Op 5 juni 2019 volgde zijn benoeming tot bisschop van Namen; hij was de opvolger van Rémy Vancottem die met emeritaat was gegaan.
- Bibliothèque nationale de France: cb12975466p (data)
- International Standard Name Identifier: 0000 0000 6155 127X
- Library of Congress Control Number: n82150895
- Nederlandse Thesaurus van Auteursnamen: 068975236
- Système universitaire de documentation: 130010995
- Virtual International Authority File: 76447213
- WorldCat: E39PBJm4WCWtXcYhX7xCTTwwG3